# Ascogaster belokobylskiji
Ascogaster belokobylskiji är en stekelart som beskrevs av Vladimir Ivanovich Tobias 2000. Ascogaster belokobylskiji ingår i släktet Ascogaster och familjen bracksteklar. Inga underarter finns listade.